# François Briau
 (février 2017).
Si vous disposez d'ouvrages ou d'articles de référence ou si vous connaissez des sites web de qualité traitant du thème abordé ici, merci de compléter l'article en donnant les références utiles à sa vérifiabilité et en les liant à la section « Notes et références ».
François Briau, né le 15 septembre 1812 au Louroux-Béconnais et mort le 16 juin 1890 au château de la Madeleine (Varades), est un ingénieur et entrepreneur de travaux publics qui s'est illustré dans la construction de lignes de tramway et de chemin de fer. 
Il est connu pour le château qu'il a fait construire à Varades, en Loire-Atlantique le château de la Madeleine construit sur le coteau du même nom et qui porte, depuis 1994, le nom de  « Palais Briau ».

## Biographie
Né en 1812, au Louroux-Béconnais en Maine-et-Loire, il était le fils de François Alexis Briau, tailleur de pierre, et de Renée Marie Avril, François Briau est le troisième d'une famille de six enfants. Il est le frère du médecin et helléniste René Briau, bibliothécaire de l'Académie de médecine.
À quinze ans il entre à l'école des Arts et Métiers d'Angers, dont il sort ingénieur, puis devient entrepreneur de travaux publics.
Il épouse en premières noces Eugénie Delaunay, qui meurt en couches en 1852, et se remarie un an plus tard avec Clémentine Zénaïde Giraud, dont il aura une fille. Celle-ci épousera l'ingénieur Octave-Prudent Crouan, futur maire de Varades et cousin germain de l'armateur nantais Fernand Crouan qui arma le Belem.

### L'entrepreneur

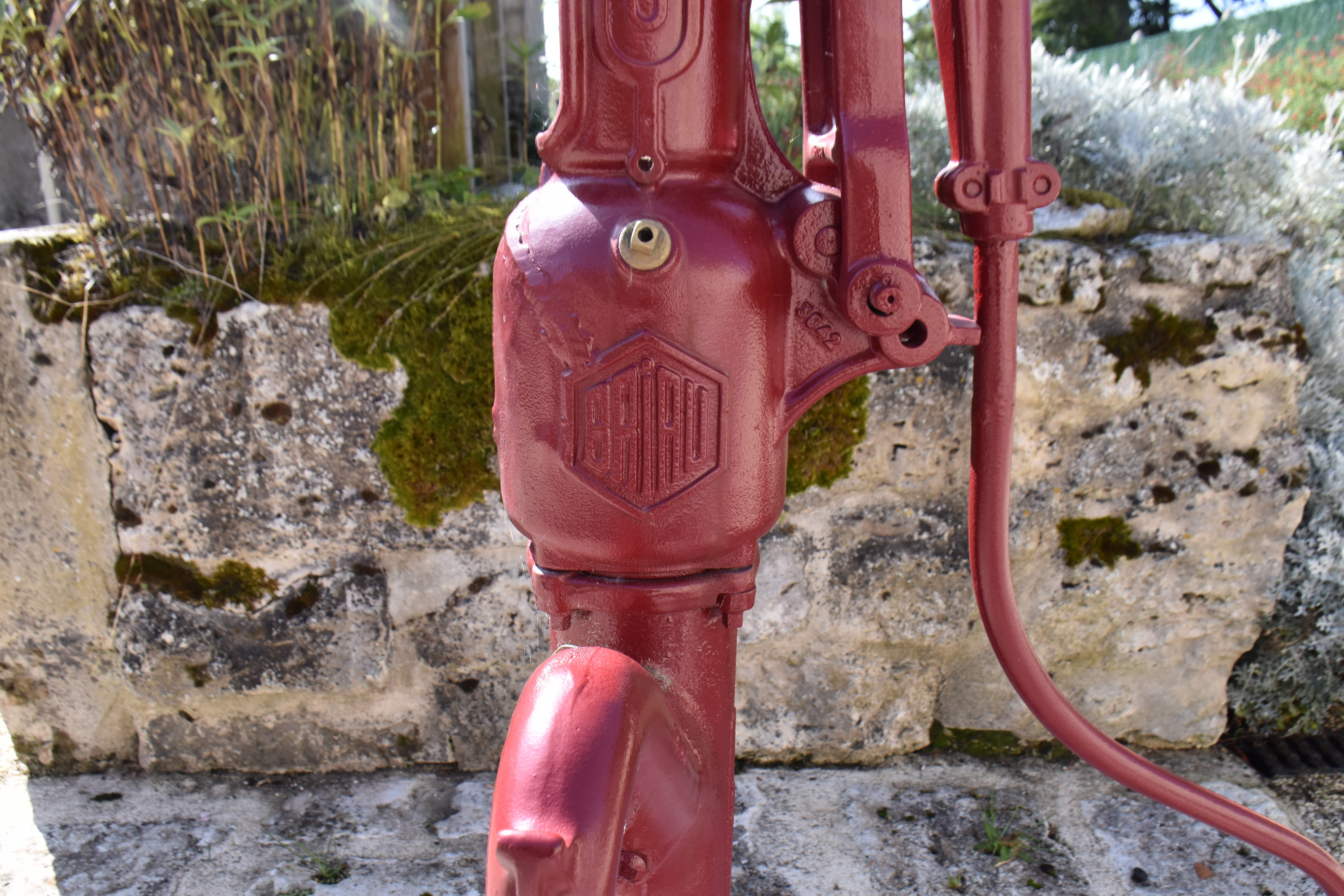
Pompe à bras Briau, décor de rue à Razac-d'Eymet.

Entre 1845 et 1852 il construit de nombreux tronçons de la ligne de chemins de fer qui joint Tours à Nantes. 
Puis, de 1857 à 1859, il achève la construction d'une ligne de tramways hippomobile entre Rueil et Port-Marly, ligne qui sera surnommée le « chemin de fer américain », en raison de l'écartement des voies, comparable à celui alors pratiqué à New-York.
De 1858 à 1862, il construit la ligne Bologne-Ancône, pour le compte de la compagnie des chemins de fer romains.
En 1870 Briau crée la Compagnie des chemins de fer nantais, qui construit et exploite la ligne de chemin de fer à voie unique de Nantes à Pornic, puis Paimbœuf et Saint-Gilles-Croix-de-Vie, jusqu'à son rachat par l'État en 1878.
Mais Briau ne se contente pas  d'investir dans les chemins de fer ; il place une partie de sa fortune dans l'immobilier et acquiert plus de 600 hectares de terres près de Varades, en Loire-Atlantique. Passionné par l'agriculture, il s'engage activement dans la lutte contre le phylloxéra et met en place un système de fermes modèles, axées sur l'hygiène et la productivité, qui lui valent un prix agricole.

### Le bâtisseur

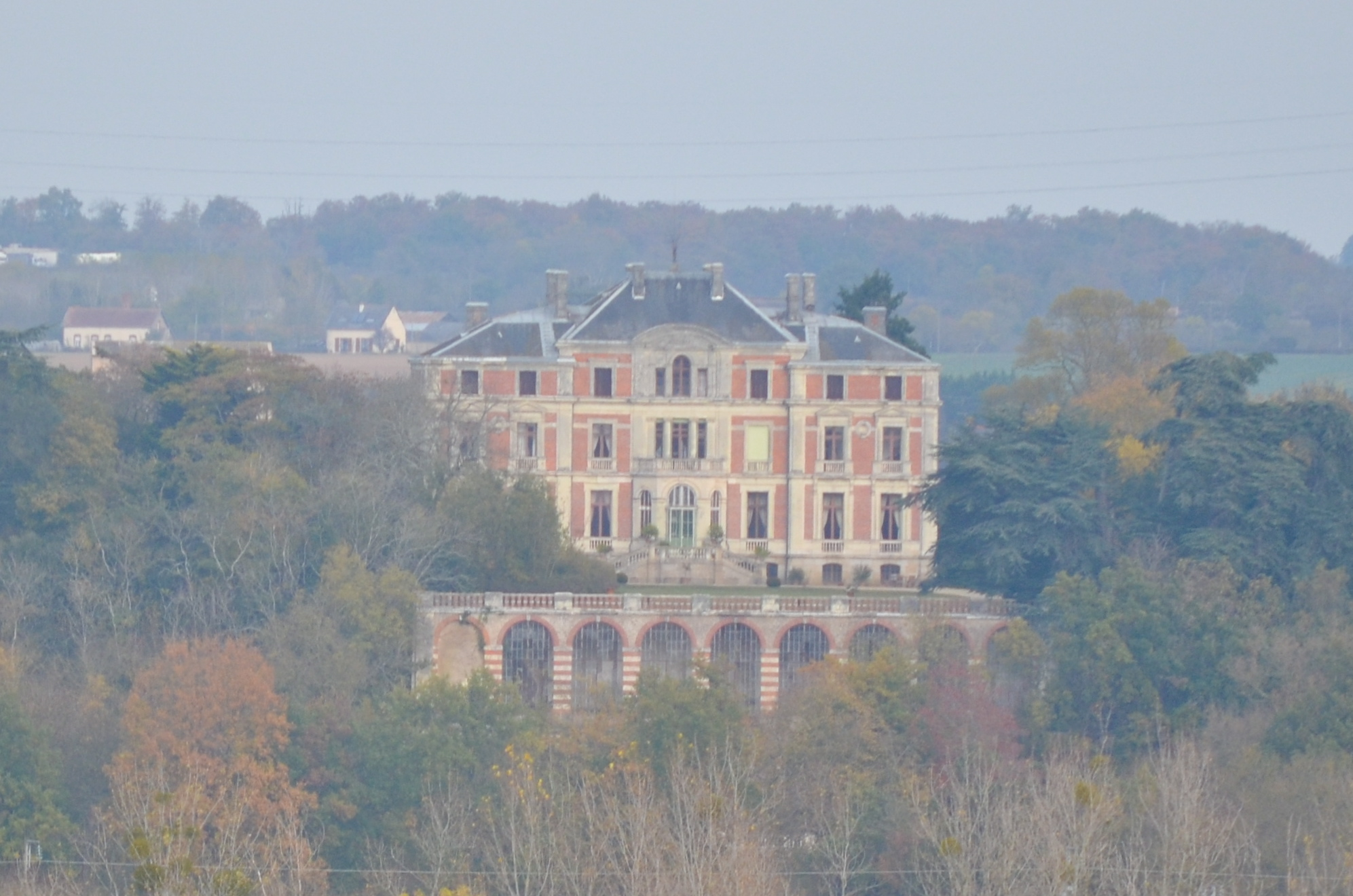
Le « palais Briau » à Varades.

En 1854 François Briau entreprend la construction d'un château dans le style italien, sur le coteau de la Madeleine, à Varades (dénommé, à l'origine, « château de la Madeleine »  qui sera successivement la propriété de 1924 à 1994 de la famille de Léon Slove, industriel du Nord, et de Cyril de La Patellière de 1982 à 1994. 
Fortement impressionné par ses voyages à Bologne et Ancône, Briau s'entoure d'un architecte formé en Italie, Édouard Moll, et d'artistes renommés fortement influencés par la Renaissance italienne, comme Jules Dauban et Jules Eugène Lenepveu.
En homme moderne, Briau souhaite également que son château soit un modèle de modernité parmi les châteaux de la Loire. Il met en place une pompe permettant de remonter l'eau de la Boire Torse jusqu'au château en transformant la ruine d'un donjon de l'ancien château médiéval en château d'eau. 
Il construit dans son parc un ensemble de remarquables dépendances qui jouent un rôle vital dans l'autonomie du palais : buanderie, fournil, écuries, étables, orangerie, chenil, comme cela se faisait habituellement au XIXe siècle. 
Dans les années 1880, alors que la lampe à incandescence est tout juste inventée, Briau met en place une génératrice et électrifie sa demeure. Le panneau électrique en marbre est toujours visible dans les caves du "Palais Briau".

### L'humaniste
« Habile constructeur et grand organisateur financier ». C'est ainsi qu'est décrit François Briau par Émilien Maillard dans son ouvrage Nantes et le département au XIXe siècle.
C'est oublier l'aspect humaniste qui caractérise Briau, qui met en place une bibliothèque publique à Varades, son village d'adoption. Maire de Varades, nommé par le Second Empire, il proposera de développer dans ce même village le premier réseau de distribution électrique, ce qu'il ne parviendra pas à faire en raison de la réticence de la population. 
De même, à une époque marquée par la révolution industrielle, où chaque employé devait amener son propre charbon pour pouvoir se chauffer, François Briau éclaire et chauffe ses bureaux à ses frais. En 1875, soit trente ans avant que la loi n'y oblige, il oblige ses sous-traitants par contrats à ne pas faire travailler leurs ouvriers les dimanches et jours fériés.
Briau, mort en 1890 à 78 ans, aura été l'archétype d'un certain type d'entrepreneurs, liés à une époque caractérisée par la foi dans la science et le progrès, que le chemin de fer et l'électricité parvenaient si bien à incarner.
Après avoir été laissé à l'abandon durant de longues années, le "Palais Briau" est ouvert à la visite depuis 1995, et son premier étage reconverti en château-hôtel.

## Liens